# Perlen-Waldmaus
Die im zentralen Afrika verbreitete Perlen-Waldmaus (Hylomyscus aeta) ist ein Nagetier in der Gattung der Afrikanischen Waldmäuse. Das Typusexemplar stammt aus dem südlichen Kamerun.

## Merkmale
Mit einer Kopf-Rumpf-Länge von 78 bis 114 mm, einer Schwanzlänge von 118 bis 161 mm und einem Gewicht von 14 bis 39 g ist die Art ein recht kleines mausartiges Tier. Es kommen 20 bis 23 mm lange Hinterfüße und 15 bis 18 mm lange Ohren vor. Die Haare des Fells sind an der Wurzel dunkelgrau und an den Spitzen braun beziehungsweise weiß, was oberseits ein zimtfarbenes und unterseits ein weißes Aussehen erzeugt. Die Grenze zwischen dunklen und hellen Bereichen bildet eine gelbbraune Linie. Die Perlen-Waldmaus hat lange Vibrissen und im Verhältnis zum Kopf große Augen und Ohren. Typisch für die breiten Hinterfüße ist der lange fünfte Zeh. Vorder- und Hinterpfoten tragen oberseits weiße Haare. Anders als bei anderen Gattungsvertretern befinden sich am Schädel unterhalb der Ohröffnung gut entwickelte langgestreckte Höcker. Von den sechs Zitzen der Weibchen sitzen zwei auf der Brust und vier im Leistenbereich.

## Verbreitung und Lebensweise
Dieses Nagetier ist vom westlichen Kamerun bis nach Uganda und südlich bis in die nördlichen Bereiche der Demokratischen Republik Kongo verbreitet. Vermutlich erreicht es auch einen breiten Randstreifen des Kongobeckens. Die Art lebt zusätzlich auf Bioko. Sie hält sich im Flachland und in Gebirgen bis 2100 Meter Höhe auf. Die Perlen-Waldmaus bewohnt mehr oder weniger feuchte Wälder mit einer Untervegetation aus Sträuchern.
Die Exemplare halten sich vorwiegend auf dem Boden auf und klettern gelegentlich in Bäumen bis 3 Meter Höhe. Soweit bekannt bevorzugen die Individuen in der Trockenzeit pflanzliche Nahrung, wie Samen, junge Triebe und Früchte, die mit Insekten komplettiert werden. In der Regenzeit kehrt sich das Verhältnis um. Untersuchte Weibchen waren mit zwei oder drei Embryos trächtig.

## Gefährdung
Gebietsweise können sich Waldrodungen negativ auswirken. Die Gesamtpopulation gilt als stabil. Die IUCN listet die Art als nicht gefährdet (least concern).